# Nettie Lee Benson
Nettie Lee Benson (Texas, 15 de enero de 1905-Austin, 24 de junio de 1993) fue una bibliotecaria y archivera estadounidense. Trabajó en la Colección Latinoamericana de la Universidad de Texas durante 34 años, que luego pasó a llamarse Colección Latinoamericana Nettie Lee Benson en su honor. Después de 1949, impartió clases de historia y biblioteconomía a la vez que gestionaba la Colección Latinoamericana. Además, fue cofundadora de un programa de posgrado en bibliotecología para especialistas en América Latina.

## Biografía
Benson nació el 15 de enero de 1905 en Arcadia, Texas. Hija de Vora Ann (Reddell) Benson y Jasper William. Su familia se trasladó a Sinton, cuando ella tenía unos tres años. Eran una familia de agricultores que administraban un pequeño rancho y cultivaban hortalizas en el área de Sinton. Nettie tuvo una hermana, dos hermanos mayores y tres hermanos menores. Su madre fue maestra de escuela antes de casarse y les leía libros regularmente a sus hijos. Su padre, conocido como JW, también ejerció como agente agrícola del condado de San Patricio. Nettie y sus hermanos practicaban deportes y tocaban música, ella la flauta.
Con una familia y un negocio en crecimiento, se mudaron a una casa grande con más terreno, donde mantuvieron un rebaño de vacas lecheras y tuvieron un vivero. JW cultivó cítricos y palmeras, e incluso injertó plantas para crear híbridos, una habilidad que le enseñó a Nettie. Se graduó con muy buenas calificaciones en su escuela secundaria local en 1922. Estudió español y participó en diversas actividades extracurriculares, al mismo tiempo que fue una miembro activa de la iglesia presbiteriana local.

## Trayectoria
Benson obtuvo una beca académica y estudió junto a su hermana Jennie en el Texas Presbyterian College. Se matriculó en la Universidad de Texas en Austin, donde realizó un curso sobre la colonización española de América impartido por Charles W. Hackett en 1925 que la inspiró a continuar con los estudios en México. Ese mismo año, dejó la universidad y aceptó un puesto docente en el Instituto Inglés-Español en Monterrey (México) donde impartió clases durante dos años. Al regresar a Austin, completó sus estudios universitarios en 1929, graduándose con honores. Fue docente durante más de una década en Ingleside, tras lo cual regresó a la Universidad de Texas para realizar estudios de posgrado. En 1936, obtuvo su máster con una tesis titulada The Preconstitutional Regime of Venustiano Carranza, 1913–1917, sobre el régimen preconstitucional del presidente mexicano Venustiano Carranza. 
En 1941, se mudó a Austin para ayudar a su sobrino a adaptarse como nuevo estudiante en la Universidad de Texas, y después comenzó una nueva carrera con un mayor enfoque en el estudio de la historia latinoamericana. Al año siguiente, en 1942, comenzó a trabajar en la Colección Latinoamericana. Mientras todavía estaba matriculada como estudiante de posgrado, adquirió experiencia en adquisiciones de bibliotecas y aplicó este conocimiento durante sus viajes por América Latina. Dos años más tarde viajó al sur de la frontera estadounidense para investigar los primeros años posteriores a la Independencia de México, estudiando el período comprendido entre 1820 y 1824 como tema de su tesis. Escribió La Diputación Provincial en México: Precursora del Estado Federal Mexicano mientras desempeñaba su trabajo de tiempo completo en la Colección Latinoamericana. En junio de 1949, terminó la disertación, que fue publicada en Ciudad de México como El Fondo de Cultura Económica y reeditada en 1992 como La Diputación Provincial en México: presagio de economía política, independencia y federalismo.
En 1960, Benson amplió su recorrido profesional. Mientras aún trabajaba como directora de la Colección Latinoamericana, impartió cursos de biblioteconomía e historia. El mismo año aceptó un nombramiento para el Proyecto de Adquisiciones Cooperativas de América Latina (LACAP), lo que la impulsó a viajar por toda América Latina en busca de libros para bibliotecas de todo Estados Unidos. Mientras tanto, obtuvo el apoyo del presidente de la Universidad de Texas, Harry Ransom, quien aprobó un presupuesto para adquisiciones de nuevas bibliotecas de 25 000 dólares. Cofundó un programa de maestría en bibliotecología en la universidad para especialistas latinoamericanos. A partir de 1964 impartió cursos de este programa hasta 1971. En 1969, volvieron a recurrir a ella por su experiencia en adquisiciones en América Latina. Fue invitada a integrarse como miembro del Consejo Internacional de Arte Moderno, donde se encargó de la adquisición de libros de arte latinoamericano para 23 repositorios en Estados Unidos. Benson se jubiló en 1975.
Benson recibió a muchos invitados en su casa de Austin, incluidos investigadores y escritores. También abrió su casa a sobrinos y sobrinas que asistían a la Universidad de Texas. Murió el 24 de junio de 1993.

## Reconocimientos
México le otorgó la Orden del Águila Azteca en 1979.
La Colección Benson Latinoamericana, la biblioteca que lleva su nombre, ha crecido hasta incluir más de 1 millón de libros en circulación, más de 100 000 fotografías, más de 20 000 mapas, más de 8000 pies lineales de material de archivo, así como una gran colección de medios digitales y multimedia. En 1954, doce años después de su servicio como directora de la colección, el depósito contenía 67 000 volúmenes. Cuando se jubiló en 1975, la colección contaba con más de 305 000 volúmenes.
En 2020, Benson fue incluida dentro del proyecto Mujeres Investigadoras en los Archivos Estatales (1900-1970) para la descripción archivística y creación de un micrositio específico en el Portal de Archivos Españoles (PARES), desarrollado entre 2020-2023. Este proyecto ha sido impulsado por la Subdirección General de Archivos Estatales, con el objetivo visibilizar la labor de investigación realizada en España por las mujeres en el intervalo 1900-1970 partiendo de los registros documentales que se conservan en los Archivos de Gestión de los AAEE del Ministerio de Cultura (el Archivo Histórico Nacional, el Archivo de la Corona de Aragón, el Archivo General de Simancas, el Archivo General de Indias, el Archivo de la Real Chancillería de Valladolid, el Archivo General de la Administración y el Centro de Información Documental de Archivos).

## Obra
- 1955 – La Diputación Provincial y el Federalismo Mexicano. Mexico City: El Colegio de México.
- 1963 – The United States versus Porfirio Díaz. Lincoln: University of Nebraska Press.
- 1966 – Mexico and the Spanish Cortes, 1810-1822: Eight Essays. Austin: University of Texas Press for the Institute of Latin American Studies.